# Koltschuga

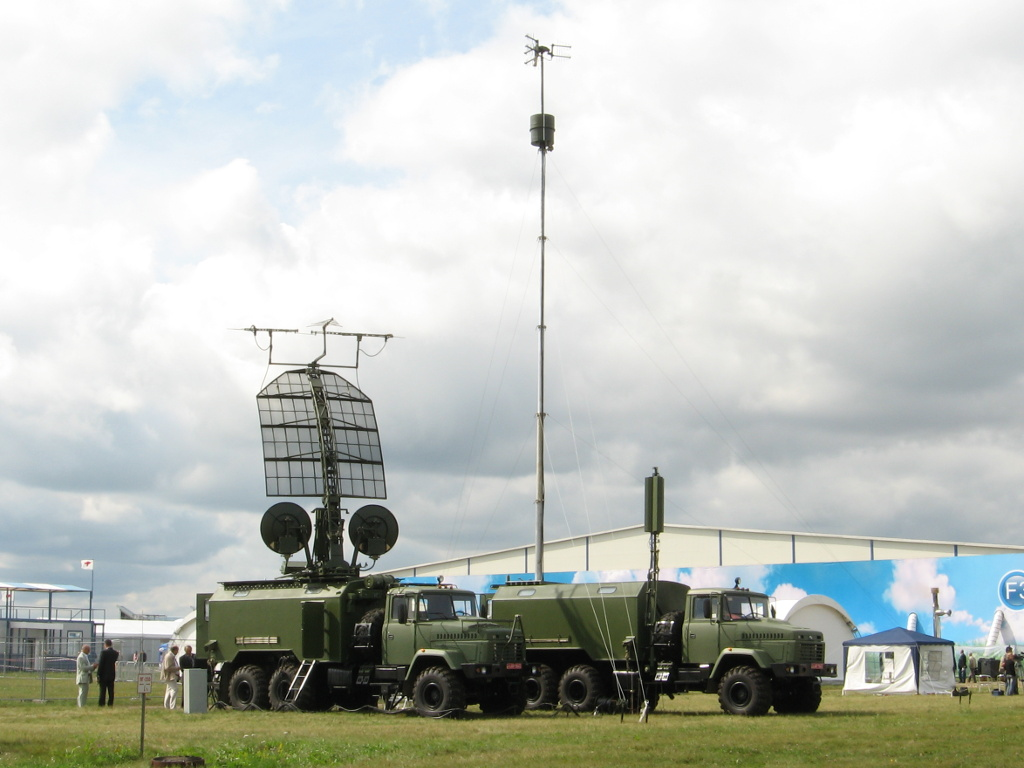
Koltschuga-Radarsystem

Das Koltschuga-System (ukrainisch und russisch Кольчуга für Panzerhemd) ist ein Funküberwachungssystem des ukrainischen Herstellers Topas. Das Gerät erfasst, analysiert und identifiziert laut Hersteller praktisch alle bekannten boden-, luft- und seegestützten Emitter wie z. B. Funk, Radar, TACAN-Navigation, Datenübertragung und Radarhöhenmesser.

## Technik
Das System empfängt und verarbeitet Signale in einem Bereich von 130 MHz bis 18 GHz. Es ist auf drei 6-Rad-LKWs untergebracht. Auf einem vierten LKW befinden sich die Anlagen und Rechner zur Signalverarbeitung. Die einzelnen LKW werden normalerweise im Abstand von ca. 60 km zueinander aufgestellt. Hierdurch ergibt sich jedoch das Problem der Datenübertragung an die anderen Anlagen, da auf solche Distanzen eine Verkabelung aufwendig ist und die Mobilität stark reduziert. Daher wird im Normalfall eine omnidirektionale Sende- und Empfangsantenne zur Übertragung eingesetzt, welche allerdings durch feindliche SIGINT-Systeme geortet werden kann. Auf jedem Fahrzeug befinden sich jeweils vier Antennen für die Bänder VHF, UHF und SHF, mit welchen in einem 1–5° breiten Sektor auf bis zu 600 km und in einem 45° breiten Sektor auf rund 200 km emittierende Ziele gesucht werden können.
Gemäß Hersteller sollen auch Flugziele mit Stealth-Eigenschaften erfasst und verfolgt werden können. Mit dem passiven Suchverfahren kann gemäß Hersteller die elektromagnetische Strahlung eines Stealth-Kampfflugzeuges auf eine Distanz von 20 bis 200 km erfasst werden. Normale Kampfflugzeuge und Bomber sollen auf eine Distanz von bis zu 600 km lokalisiert werden können, bei Flughöhen über 10 km auch bis 1000 km. Dabei können bis zu 32 Ziele gleichzeitig verfolgt werden. Die Reichweite ist damit fast doppelt so hoch wie bei AWACS (600 km).

## Exporte

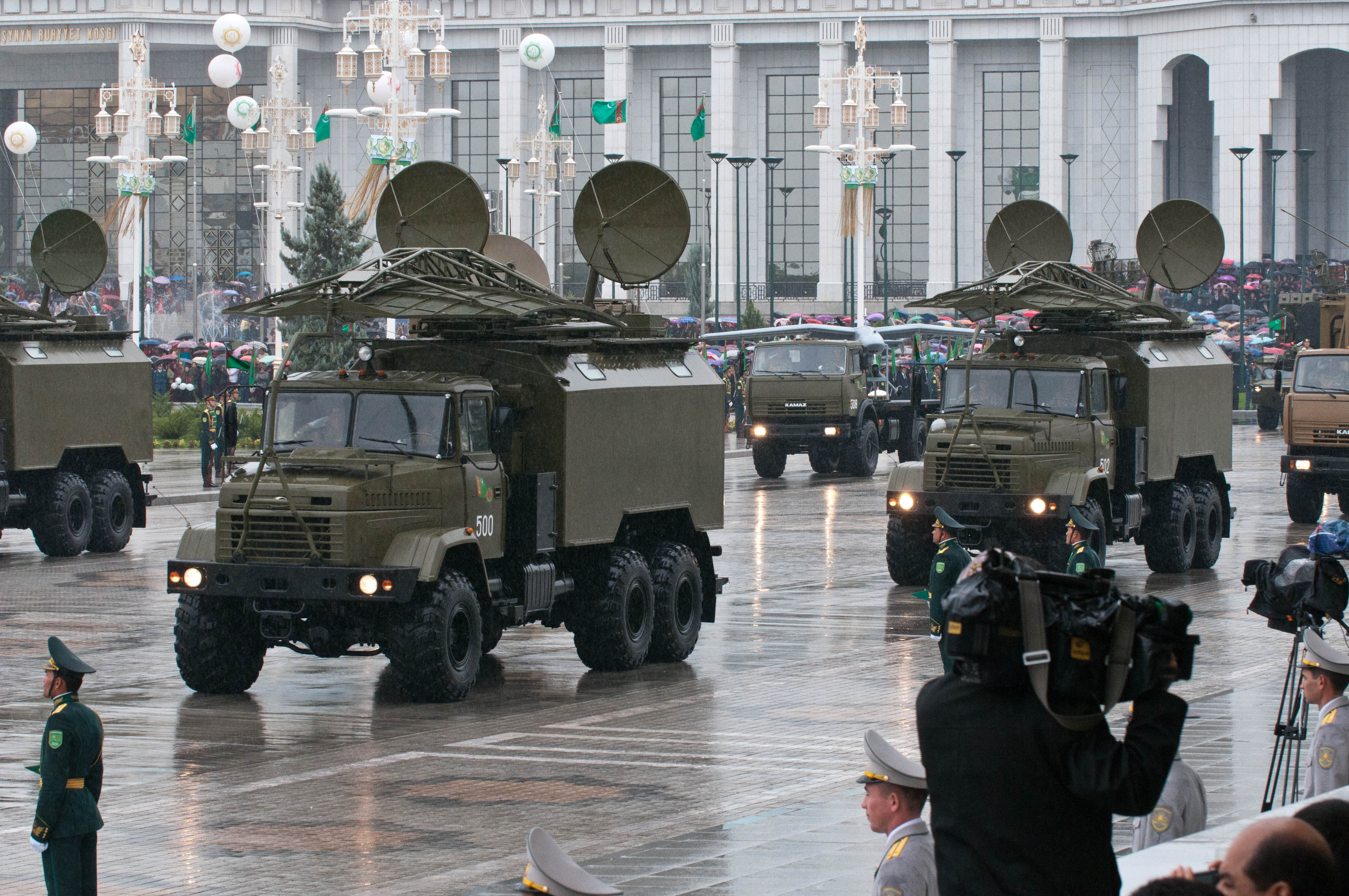
Turkmenisches Koltschuga-System während einer Parade im Jahr 2013

Das Koltschuga-Überwachungssystem wurde erstmals auf der türkischen Waffenmesse IDEF 1999 vorgestellt. Das verbesserte Koltschuga-M-System wird seit dem Jahr 2001 auf dem Exportmarkt zum Kauf angeboten. In geringen Stückzahlen wurde das System an China, Georgien, Israel, Turkmenistan und Äthiopien geliefert.
Im Juli 2000 beabsichtigte der damalige ukrainische Präsident Leonid Kutschma, das Koltschuga-System an den Irak zu verkaufen. Als dies im Rahmen des Kassetten-Skandals publik wurde, erfolgte aufgrund internationaler Proteste keine Auslieferung.